# Scytalopus
A Scytalopus a madarak osztályának verébalakúak (Passeriformes) rendjébe és a fedettcsőrűfélék (Rhinocryptidae) családjába tartozó nem.

## Rendszerezésük
A nemet John Gould angol ornitológus írta le 1837-ben, az alábbi fajok tartoznak ide:
- Scytalopus iraiensis
- Scytalopus speluncae
- Scytalopus gonzagai[1]
- Scytalopus novacapitalis
- Scytalopus diamantinensis
- Scytalopus pachecoi
- Scytalopus petrophilus
- Scytalopus fuscus
- Scytalopus magellanicus
- Scytalopus affinis
- Scytalopus krabbei[1]
- Scytalopus canus
- Scytalopus opacus
- Scytalopus androstictus[1]
- Scytalopus superciliaris
- Scytalopus zimmeri
- Scytalopus simonsi
- Scytalopus altirostris
- Scytalopus frankeae[1]
- Scytalopus whitneyi[1]
- Scytalopus urubambae
- Scytalopus schulenbergi
- Scytalopus parvirostris
- Scytalopus bolivianus
- Scytalopus sanctaemartae
- Scytalopus atratus
- Scytalopus vicinior
- Scytalopus argentifrons
- Scytalopus panamensis
- Scytalopus chocoensis
- Scytalopus rodriguezi
- Scytalopus stilesi
- Scytalopus alvarezlopezi[1]
- Scytalopus robbinsi
- Scytalopus meridanus
- Scytalopus caracae
- Scytalopus latebricola
- Scytalopus perijanus[1]
- Scytalopus griseicollis
- Scytalopus spillmanni
- Scytalopus parkeri
- Scytalopus micropterus
- Scytalopus femoralis
- Scytalopus latrans
- Scytalopus acutirostris
- Scytalopus unicolor
- Scytalopus intermedius[1]
- Scytalopus macropus
- Scytalopus gettyae

## Előfordulásuk
Dél-Amerika területén honosak, többségük az Andok-hegységben. Természetes élőhelyeik a mérsékelt övi erdők, szubtrópusi és trópusi esőerdők, mocsári erdők, gyepek és cserjések, valamint másodlagos erdők. Állandó, nem vonuló fajok.

## Megjelenésük
Testhosszuk 9-14 centiméter körüli.